# جينيفيف جوبيلو
جينيفيف غوبيلو (بالفرنسية: Geneviève Gobillot)‏ باحثة فرنسية في الإسلام، وأستاذة الحضارة الإسلامية في جامعة جان مولان ليون 3 منذ عام 1993. وهي متخصصة في التصوف الإسلامي والشيعة والصوفية، ولا سيما في الحكيم الترمذي.